# 克羅溫鎮區 (明尼蘇達州克羅溫縣)
克羅溫鎮區（英語：Crow Wing Township）是位於美國明尼蘇達州克羅溫縣的一個行政鎮區。

## 地方資料
克羅溫鎮區的面積為76.91平方千米，當中陸地面積為76.20平方千米，而水域面積為0.71平方千米。根據2020年美國人口普查的數據，當地共有人口2149人，而人口密度為每平方千米27.94人。